# Lista instituțiilor și autorităților din România
Aceasta este o listă a instituțiilor și autorităților din România.

## Ministere Cabinetul Ciolacu (2)
1. Ministerul Afacerilor Interne (MAI)
2. Ministerul Afacerilor Externe (MAE)
3. Ministerul Justiției (MJ)
4. Ministerul Apărării Naționale (MApN)
5. Ministerul Educației și Cercetării (MEC)
6. Ministerul Sănătății (MS)
7. Ministerul Economiei, Antreprenoriatului și Turismului (MEAT)
8. Ministerul Finanțelor (MF)
9. Ministerul Muncii, Familiei, Tineretului și Solidarității Sociale (MMFTSS)
10. Ministerul Transporturilor și Infrastructurii (MTI)
11. Ministerul Mediului, Apelor și Pădurilor (MMAP)
12. Ministerul Culturii (MC)
13. Ministerul Agriculturii și Dezvoltării Rurale (MADR)
14. Ministerul Energiei (ME)
15. Ministerul Dezvoltării, Lucrărilor Publice și Administrației (MDLPA)
16. Ministerul Investițiilor și Proiectelor Europene (MIPE)

## Autorități naționale
- Autoritatea pentru Străini
- Autoritatea de Sănătate Publică
- Autoritatea Rutieră Română
- Autoritatea Națională de Reglementare pentru Serviciile Comunitare de Utilități Publice
- Autoritatea Vamală Română
- Autoritatea Națională pentru Protecția Consumatorilor
- Autoritatea Națională Sanitară Veterinară și pentru Siguranța Alimentelor
- Autoritatea Electorală Permanentă
- Autoritatea Aeronautică Civilă Română
- Autoritatea Feroviară Română
- Autoritatea Hipică Națională
- Autoritatea Națională de Reglementare în Comunicații
- Autoritatea Națională de Reglementare în domeniul Energiei
- Autoritatea Națională de Reglementare în Domeniul Gazelor Naturale
- Autoritatea Națională de Supraveghere a Prelucrării Datelor cu Caracter Personal
- Autoritatea Națională pentru Cercetare Științifică
- Autoritatea Națională pentru Persoanele cu Handicap
- Autoritatea Națională pentru Protecția Drepturilor Copilului
- Autoritatea Națională pentru Reglementarea și Monitorizarea Achizițiilor Publice
- Autoritatea Națională pentru Restituirea Proprietăților
- Autoritatea Națională pentru Turism
- Autoritatea pentru Administrarea Activelor Statului (fosta Autoritatea pentru Valorificarea Activelor Statului)
- Autoritatea Națională de Management al Calității în Sănătate
- Autoritatea Navală Română

## Agenții naționale
- Agenția Națională Împotriva Traficului de Persoane
- Agenția Națională pentru Resurse Minerale
- Agenția Națională pentru Sport
- Agenția Națională pentru Deșeuri Radioactive
- Agenția Națională de Cadastru și Publicitate Imobiliară
- Agenția Națională de Consultanță Agricolă
- Agenția Națională pentru Protecția Mediului
- Agenția Națională pentru Întreprinderi Mici și Mijlocii și Cooperație
- Agenția Națională a Funcționarilor Publici
- Agenția Națională a Medicamentului și a Dispozitivelor Medicale din România
- Agenția Națională Anti-Doping
- Agenția Națională de Administrare Fiscală
- Agenția Națională de Control al Exporturilor
- Agenția Națională de Integritate
- Agenția Națională de Presă AGERPRES
- Agenția Națională de Transplant
- Agenția Națională pentru Calificările din Învățământul Superior și Parteneriat cu Mediul Economic și Social
- Agenția Națională pentru Egalitatea de Șanse între Femei și Bărbați
- Agenția Națională pentru Locuințe
- Agenția Națională pentru Ocuparea Forței de Muncă
- Agenția Națională pentru Pescuit și Acvacultură
- Agenția Națională pentru Prestații Sociale
- Agenția Națională pentru Programe Comunitare în Domeniul Educației și Formării
- Agenția Națională pentru Protecția Familiei
- Agenția Națională pentru Romi
- Agenția Națională pentru Arii Naturale Protejate
- Agenția Națională Apele Române
- Agenția Națională de Îmbunătățiri Funciare
- Agenția Națională pentru Zootehnie „Prof. Dr. G.K. Constantinescu”
- Agenția Română pentru Investiții Străine
- Agenția Română pentru Dezvoltarea Durabilă a Zonelor Industriale
- Agenția Română pentru Conservarea Energiei
- Agenția Română de Asigurare a Calității în Învățământul Superior
- Agenția Română de Asigurare a Calității în Învățământul Preuniversitar
- Agenția Națională a Nivelelor de Servicii Apă-Canal
- Agenția de Administrare a Rețelei Naționale de Informatică pentru Educație și Cercetare
- Agenția de Compensare pentru Achiziții de Tehnică Specială
- Agenția de Plăți în Dezvoltare Rurală și Pescuit
- Agenția de Plăți și Intervenție pentru Agricultură
- Agenția Domeniilor Statului
- Agenția Nucleară
- Agenția pentru Dezvoltare Regională
- Agenția pentru Serviciile Societății Informaționale
- Agenția pentru Sprijinirea Studenților
- Agenția pentru Sprijinirea Inițiativelor Tinerilor
- Agenția pentru Strategii Guvernamentale
- Agenția Spațială Română

## Inspectorate
- Inspectoratul Național pentru Evidența Persoanelor
- Inspectoratul de Stat în Construcții
- Inspectoratul General al Poliției Române
- Inspectoratul General al Poliției de Frontieră
- Inspectoratul General al Aviației al MAI
- Inspectoratul General pentru Comunicații și Tehnologia Informației
- Inspectoratul General pentru Situații de Urgență
- Inspectoratul General al Jandarmeriei Române
- Inspectorat Școlar
- Inspectoratul de Concurență

## Instituții de control
- Banca Națională a României
- Consiliul Concurenței (România)

## Comisii
- Comisia Națională de Prognoză
- Comisia de Supraveghere a Asigurărilor
- Comisia de Supraveghere a Sistemului de Pensii Private
- Comisia Națională a României pentru UNESCO
- Comisia Națională a Valorilor Mobiliare
- Comisia Națională de Acreditare a Spitalelor
- Comisia Națională pentru Controlul Activităților Nucleare

## Companii naționale
- Compania Națională de Administrare a Fondului Piscicol
- Compania Națională de Administrare a Infrastructurii Rutiere
- Compania Națională Imprimeria Națională
- Compania Națională a Uraniului
- Compania Națională de Autostrăzi și Drumuri Naționale
- Compania Națională de Căi Ferate
- Compania Națională de Investiții
- Compania Națională de Transport al Energiei Electrice
- Compania Națională Loteria Română
- Compania Națională Romarm
- Compania Națională Romtehnica
- Compania Națională Administrația Porturilor Maritime
- Compania Națională Administrația Canalelor Navigabile
- Compania Națională Administrația Porturilor Dunării Maritime
- Compania Națională Administrația Porturilor Dunării Fluviale
- Compania Națională de Radiocomunicații Navale
- Compania Națională a Cuprului, Aurului și Fierului
- Compania Națională a Huilei
- Compania Națională de Transporturi Aeriene Române
- Compania Națională a Metalelor Prețioase și Nefereoase
- Compania Națională E.ON GAZ
- Compania Națională Energomur
- Compania Națională Azomureș
- Compania Națională de Autostrăzi și Drumuri Naționale

## Regii autonome
- Aeroportul Internațional „George Enescu” Bacău

## Companii
- Apa Nova București